# Григорук, Валерий Иванович
Валерий Иванович Григорук (*18 июля 1951) — украинский учёный-физик. Доктор физико-математических наук, профессор. Академик АН ВШ Украины с 2010 г.

## Биография
Родился в с. Хижники Староконстантиновского района Хмельницкой области. В 1973 г. окончил радиофизический факультет Киевского университета, в 1976 г. — аспирантуру. В 1978-1980 гг. служил в рядах Вооруженных Сил. В Киевском государственном университете им. Т. Г. Шевченко (ныне Киевский национальный университет им. Т. Шевченко) работал на кафедре нелинейной оптики: 1976-1978 гг. — младшим научным сотрудником, в 1980-1983 гг. — научным сотрудником, в 1983-1988 гг. — ассистентом, в 1988-2001 гг — доцентом, с 2002 г. — заведующим кафедрой квантовой радиофизики, профессором, в 2002-2007 гг. — деканом радиофизического факультета. С 2008 г. — проректор по научной работе. В 1982 г. защитил кандидатскую диссертацию «Исследование колебательно-фононного взаимодействия в примесных щелочно-галоидных кристаллах методом ИК спектроскопии», в 2001 г. — докторскую «Физические закономерности нагрузка в световодах (электричество) и устройствах на их основе».

## Научная деятельность
Сфера научных исследований: трансформация оптического излучения в волоконных световодах и устройствах на их основе, квантовая радиофизика. Исследовал закономерности восстановления пространственной и поляризационной структуры излучения, которое прошло многомодовый волоконный световод, изучил закономерности коррекции волнового фронта при его обращении на основе нелинейно-оптических явлений, установлен характер взаимодействия импульсов (изменение их параметров) с волоконными световодами.
Автор более 170 научных трудов, научно-методических работ, 4 учебников, «Современного терминологического словаря по радиофизике» (2006), 3 патентов Украины. Научный руководитель многих успешно выполненных научно-исследовательских работ.
Вице-президент АН ВШ Украины (с 2010 г.)
Член жюри Всеукраинской студенческой олимпиады по физике, ученических и студенческих турниров по физике. Осуществляет значительную общественную и научно-организационную работу: член Экспертного совета по естественным наукам и математике при Государственной аккредитационной комиссии; член специального совета по защите кандидатских и докторских диссертаций. Член Ученого совета Киевского национального университета им. Т. Шевченко, член ученого совета радиофизического факультета; член Аттестационной Комиссии МОН Украины; член Общественного совета при ВАК Украины.

## Награды
Награждён медалью «В память 1500-летия Киева» (1982). Лауреат Государственной премии Украины в области науки и техники (2001) за создание учебника для студентов ВУЗов «Лазерная физика».